# 숙의 곽씨
숙의 곽씨(淑儀 郭氏, 생몰년 미상)는 조선 연산군의 후궁이다.

## 생애

### 가계와 후궁 책봉
연산군의 후궁이다. 아버지는 현풍 곽씨 곽인이며, 어머니는 권치중의 딸로 곽인에게는 계실이다. 원래 곽인은 유수의 딸과 혼인하여 아들 곽임종을 두었다. 한편 곽씨의 외할머니 이씨는 양녕대군과 그 첩의 딸이다.
원래 곽씨는 간택에 뽑혔다가 탈락하여 허혼이 되었다. 이에 이세좌의 집안과 정혼을 하고 이세좌 집안 측에서 납채까지 했으나, 성종의 명으로 금혼해야 했다. 이에 1491년(성종 22년) 음력 10월 16일부터 수 일에 걸쳐 전고에 없다는 이유로 곽씨를 금혼하지 말라는 상소가 올라왔으나, 성종은 모두 들어주지 않았다. 결국 곽씨는 이 해 음력 11월 4일 세자궁의 종3품 후궁 양원에 책봉되어 이듬해 음력 1월에 입궁하는 것으로 결정되었다. 한편 곽씨의 책봉을 기록한 사관은, 곽씨 책봉 사실과 함께 곽씨 친족들의 좋지 않은 행실들을 자세히 기록해놓고 있다.

### 후궁 시절
연산군 즉위 후에는 종2품 숙의에 봉해졌으며, 1505년(연산군 11년) 음력 6월 27일 죄인 이유녕의 집을 하사받았다. 또 1506년(연산군 12년) 음력 2월 18일에는 곽씨의 아버지 곽인이 연산군의 다른 숙의들의 아버지와 함께 당상에 제수되었으며, 음력 3월 5일에는 곽씨가 정세량의 집을 사고자 하여 연산군이 직접 집의 시가를 아뢰라는 명을 내렸다. 그 외 곽씨의 후궁 시절에 대한 기록은 특별히 남아있는 것은 없으나, 곽인의 벼슬 제수와 집 구매 등의 기록으로 미루어 곽씨가 연산군의 총애를 받았을 것으로 보는 견해가 있다.

### 폐위 후
1506년 중종반정이 일어나 연산군이 폐위되자, 아버지 곽인은 탄핵을 받고 곽씨는 출가하여 정업원으로 들어갔다. 1519년(중종 14년) 음력 12월 17일 당시 연산군의 숙의 중에는 윤씨와 곽씨만이 생존해 있었으며, 중종의 명으로 혜양하게 하였다. 이어 1522년(중종 17년)에는 정업원의 주지 자리에 있었는데, 곽씨는 《조선왕조실록》의 기록에 마지막으로 등장하는 정업원의 주지이다.
한편 곽씨가 언제 사망했는지는 기록이 남아있지 않다. 연산군과의 사이에서 자녀는 없었다.

## 가족 관계
- 아버지 : 곽인(郭璘, 생몰년 미상)
- 어머니 : 권치중(權致中)의 딸
- 시아버지 : 제9대 성종(成宗, 1457~1494, 재위:1469~1494)
- 시어머니 : 폐비 윤씨(廢妃 尹氏, 1455~1482)
  - 남편 : 제10대 연산군(燕山君, 1476~1506, 재위:1494~1506)

시어머니:정현왕후 윤씨